# Cultura di Wielbark
     A
     B
     C
     D
     E
     Impero romano

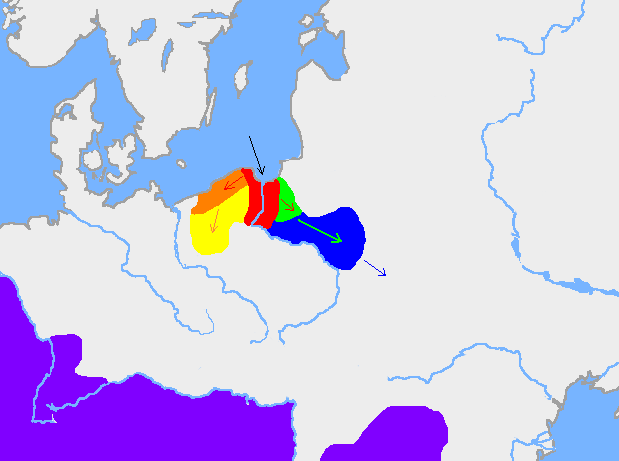
Evoluzione della cultura di Wielbark prima della migrazione verso il Mar Nero
A
B
C
D
E
Impero romano

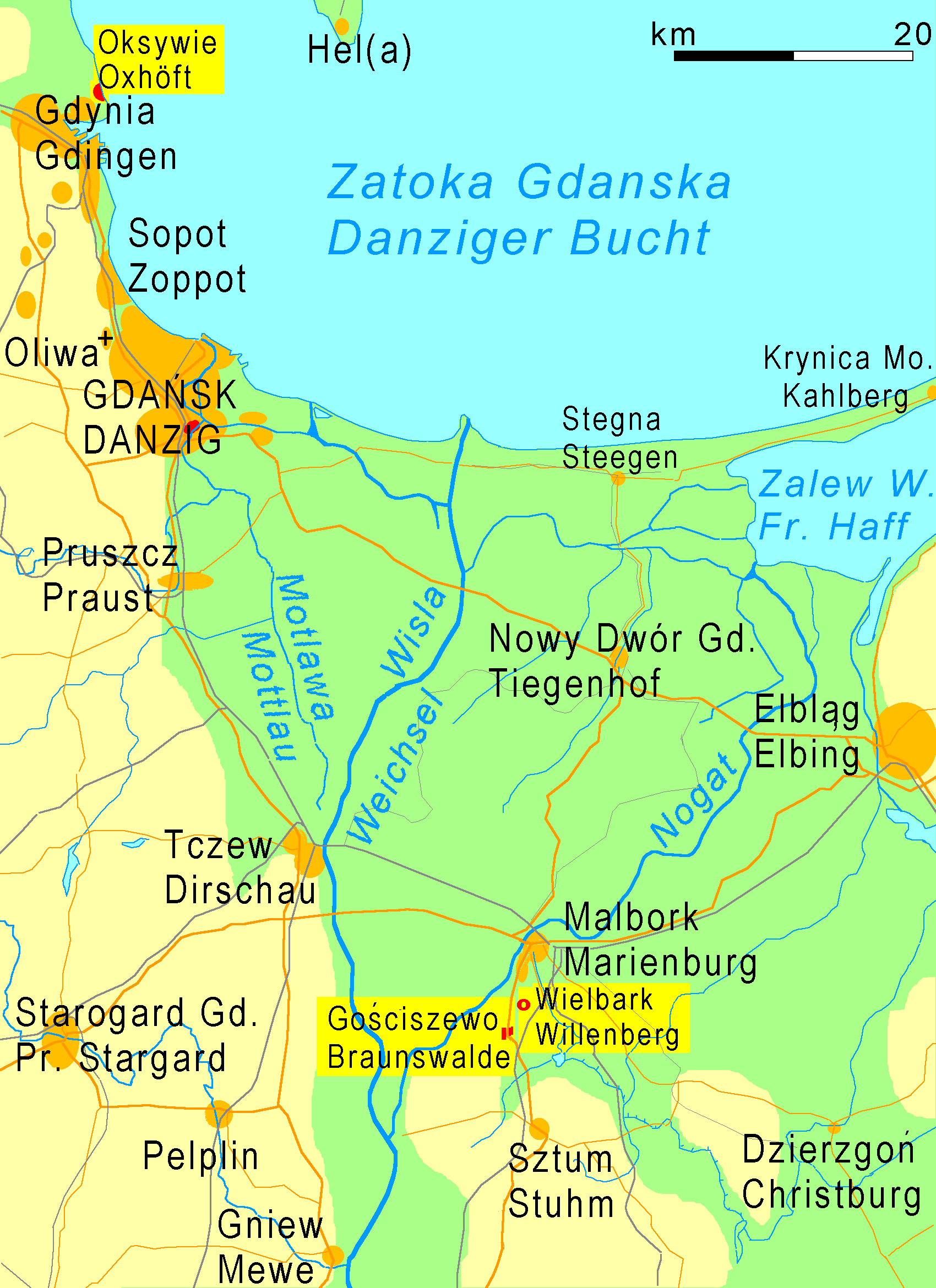
Delta della Vistola con indicazione dei siti archeologici delle culture di Wielbark e Oksywie; con i nomi attuali e quelli del XIX secolo

La cultura di Wielbark, nota anche come cultura di Willenberg (tedesco: Wielbark/Willenberg-Kultur; polacco: Kultura wielbarska; ucraino: Вельбарська культура (Vel'bars'ka kul'tura)) fu una cultura pre-letterata che gli archeologi hanno identificato con i Goti; apparve nella prima metà del I secolo. Sostituì la cultura di Oksywie nell'area dell'odierna Pomerania orientale, attorno al fiume Vistola, legata anche alla cultura di Przeworsk.

## Scoperta
Nel 1873 venne scoperto un cimitero con oltre 3000 tombe, documentato nell'opera Correspondenz-Blatt der deutschen Gesellschaft für Anthropologie, Ethnologie und Urgeschichte del 1874 come "Gotisch-Gepidisches Gräberfeld Braunswalde-Willenberg bei Marienburg". Prende il nome da Wielbark, un villaggio che al tempo della scoperta apparteneva alla provincia della Prussia situati 4 km a sud di Malbork (Marienburg), sulla strada che conduce a Sztum (Stuhm), attribuiti a Goti e Gepidi.
I documenti dello scavo originale effettuato durante l'Impero germanico, che si credevano perduti, sono stati ritrovati nel 2004 e sono attualmente sotto analisi da parte di una cooperazione internazionale.

## Distribuzione
La cultura di (Malbork)-Wielbark nacque occupando la stessa area della cultura di Oksywie, dove oggi sorgono le città di Danzica e Chełmno. In seguito raggiunse la regione dei laghi Kashubian e Krajenskian allungandosi anche a sud, nella regione che circonda Poznań.
Nella prima metà del III secolo la cultura di Wielbark lasciò i propri insediamenti per dirigersi verso il Mar Nero, a quel tempo chiamato Mare Suevicum o Mare Germanicum, tranne che per le aree adiacenti alla Vistola, ed occupò le aree che in seguito (dal 1000) divennero la Masovia e la Piccola Polonia sulla riva sinistra della Vistola raggiungendo l'Ucraina, dove diedero vita alla Cultura di Černjachov.
Nel 2000 a Czarnówko nei pressi di Lębork, Pomerania, venne scoperto un cimitero usato dalle culture di Oksywie e Wielbark. Questo luogo raggiunse l'apice prima che la migrazione verso sud-ovest iniziasse. Un bollitore in bronzo raffigura uomini i cui capelli erano acconciati con il nodo suebo.

## Caratteristiche

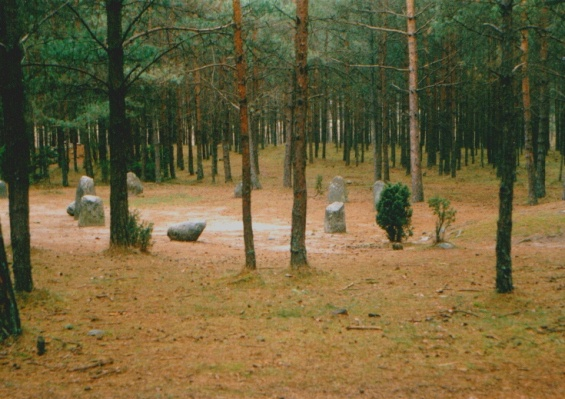
Un cerchio di pietre in Polonia settentrionale

Tra la cultura di Przeworsk e quella di Wielbark ci fu una netta separazione, e non sembrano esserci stati contatti.
Gli uomini della cultura di Wielbark usavano sia tecniche di sepoltura che di cremazione. La scelta tra le due dipendeva da luogo a luogo, e si crede che fosse legato solo a tradizioni familiari.
Una caratteristica di questa cultura, comune nella Scandinavia meridionale, era l'abitudine di erigere cerchi di pietre o menhir solitari.
Nelle loro tombe non sono state trovate armi ne' utensili, a differenza di quelle della cultura di Przeworsk. Gli oggetti ritrovati erano soprattutto vestiti ed ornamenti. In qualche tomba sono stati trovati alcuni speroni, unico elemento che potrebbe contraddistinguere i guerrieri.
I componenti di questa cultura usavano il bronzo per costruire ornamenti ed accessori. Oro ed argento venivano usati molto raramente. Anche il ferro non veniva utilizzato spesso.

## I Goti

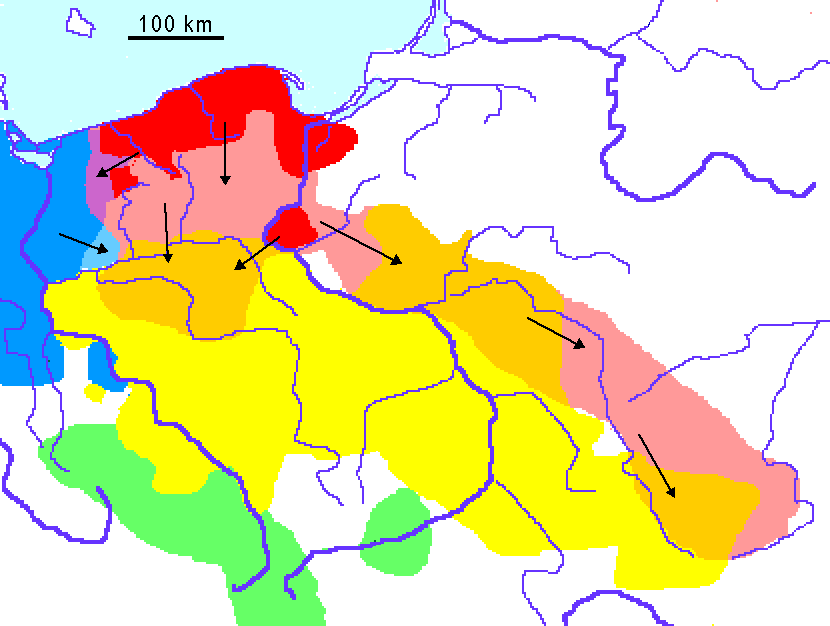
'la cultura di Oksywie e la prima cultura di Wielbark sono mostrate in rosso, la tarda cultura di Wielbark in rosso e rosa, la terra presa alla cultura di Przeworsk in arancione, e quella presa alla cultura di Jastorf in lilla;
La cultura di Jastorf in blu, i suoi movimenti in blu chiaro, la terra ceduta alla Wielbark in lilla;
La cultura di Przeworsk in giallo ed arancione, la terra lasciata alla Wielbark in arancione

La cultura di Wielbark viene associata negli scritti di Giordane ai Goti che abbandonarono la Scandza (Scandinavia) ed ai loro insediamenti in Gothiscandza. Secondo Giordane cacciarono i Vandali occupandone il territorio. La Gothiscandza si trovava alla foce della Vistola, e questa terra è nota anche come terra dei Gutones (Plinio il Vecchio) o Gothones (Tacito):
(Tacito)
Il nome assegnato loro da Plinio e da Tacito sembra identico a *Gutaniz, la forma proto-germanica di Gutans, il termine usato dai Goti per auto-citarsi.
Alcuni hanno ipotizzato che le tre navi di Goti che raggiunsero la Vistola fossero solo simboliche, mentre secondo altri sarebbero da associare a Gepidi, Ostrogoti e Visigoti. Una terza interpretazione vorrebbe nelle barche solo la famiglia reale del clan degli Amali.
     Götaland tradizionale
     Isola di Gotland
     Cultura di Wielbark all'inizio del III secolo
      Cultura di Černjachov all'inizio del IV secolo
     Impero romano

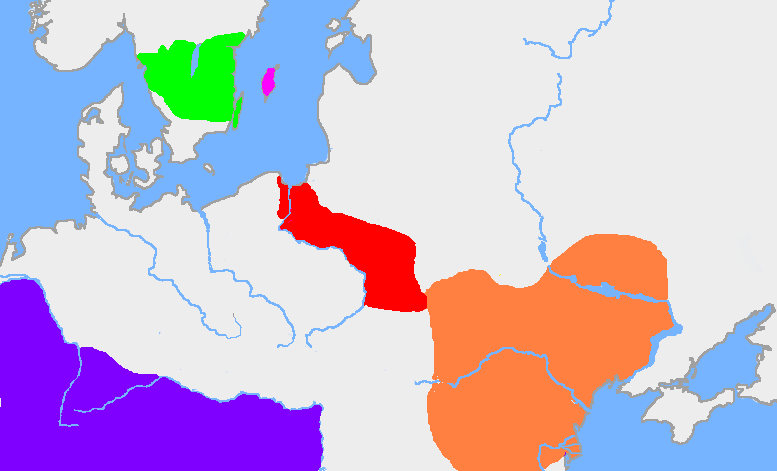
Götaland tradizionale
Isola di Gotland
Cultura di Wielbark all'inizio del III secolo
Cultura di Černjachov all'inizio del IV secolo
Impero romano

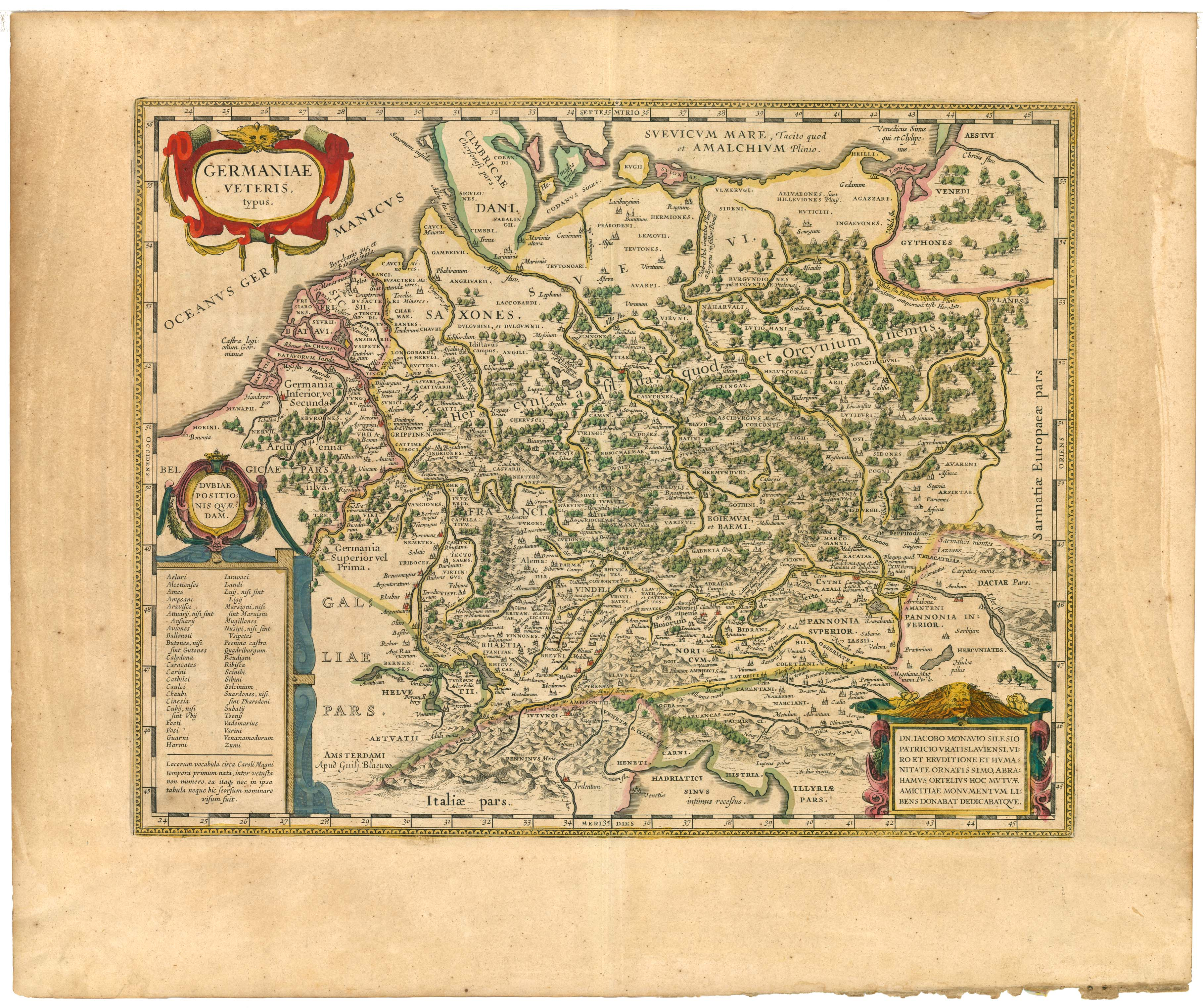
Germaniae veteris typus (Antica Germania), Aesti, Venedi e Gytones nell'angolo superiore destro della mappa, disegnata da Willem e Joan Blaeu), 1645.

In ogni caso gli archeologi sono prudenti nell'associare etnie a culture archeologiche, e la considerano una materia delicata (vedi l'uomo di Kennewick). Questo si riflette nei nomi assegnati alle varie culture, solitamente presi dalle città presso cui sono stati ritrovati i resti. Le ultime idee tendono a dubitare della correlazione tra cultura di Wielbark e Goti, ed è stato infatti stabilito che non si è formata solamente tramite la migrazione proveniente dalla Scandinavia. Sembra invece che si sia evoluta dalla cultura di Oksywie, e sia solo stata influenzata dalla tradizione scandinava. Questa teoria si basa sul fatto che la cultura di Wielbark condivide l'estensione geografica dei predecessori della Oksywie, e che abbiano anche usato i loro stessi cimiteri. Gli insediamenti erano composti da abitanti autoctoni e da gruppi immigrati dalla Scandinavia. Si sa, dalle opere di Giordane, che invece i Goti erano una tribù dominante, che tendeva a sottomettere gli abitanti locali:
(Giordane)
La concezione attuale è che gli insediamenti Goti (citati da Giordane e da H. Schedel) presso il Mare Germanicum, l'attuale Polonia, siano quelli caratterizzati da cimiteri composti da tumuli sui quali sono presenti cerchi di pietre o semplici stelae (tipici monumenti funebri usati in Gotland e Götaland). Questo genere di tradizione è stato ritrovato tra la Vistola ed i laghi Kashubian e Krajenskian, fino alla regione di Koszalin. Solitamente risalgono alla seconda metà del I secolo.
La cultura di Wielbark sembra essere stata mista, composta da Goti e Gepidi provenienti dalla Scandinavia e da abitanti autoctoni (soprattutto Vandali, Venedi e Rugi, ovvero gli Ulmerugi di Giordane). Nel III secolo la comunità di Wielbark abbandonò i propri insediamenti per raggiungere la loro nuova terra, Oium, in Ucraina, dove fondarono un nuovo impero.